# 엘라미 작전
엘라미 작전(영어: Operation Ellami)은 국제 연합 평화유지군의 작전의 일환으로 영국이 리비아를 공습한 작전이다.

## 배경
튀니지의 재스민 혁명을 시작으로 이집트의 권력자 호스니 무바라크가 물러나는 등 크게 확산된 중동의 민주화 열기는 리비아의 카다피 정권에도 영향을 주어 벵가지를 시작으로 반정부 시위가 점차 퍼지게 되었다. 그러자 카다피 정권은 이를 무력으로 탄압하면서 유혈 사태로 번지게 되었다. 결국 내전 양상으로 번지며 과도정부가 수립되고 카다피 정권은 축출되는 듯 했으나 카다피 정권이 이에 반격에 나서 주요 거점들을 장악하였다.
한편 국제 연합 (UN) 은 안보리 결의에서 비행금지구역 설정을 결의하였고 이에 프랑스 및 영국은 군사개입 가능성을 시사하였다.
그러자 카다피 정권은 정전을 선포하여 사태가 마무리되는 듯 하였으나, 카다피 친위대가 정전 선언을 어기고 반정부 세력의 본거지인 벵가지로 진격하자 이에 미국과 영국 및 프랑스는 다국적군을 결성하여 마침내 크루즈 미사일 발사를 시작으로 주요 군사 시설 등에 공격을 시작하였다.

## 3월 20일 2차 공습 첫 작전
트리폴리에서 다국적군은 2차 공습을 재개했다. 2차 공습은 영국군의 선봉으로 시작됐다. 존 로리머 영국군 소장의 이메일 성명에 의하면 영국 트라팔가급 잠수함에서 토마호크를 발사했다. 미국은 3대의 스텔스 B-2 스피릿 폭격기를 포함해 F15와 F16 등 모두 19대의 전폭기를 투입하여 공습에 나섰다. 미국은 B-2 스피릿 폭격기를 이용하여 리비아 공군활주로에 40발의 폭탄을 투하 하였다. 프랑스 공군의 전투기 편대에 카타르의 공군기 4대가 공습에 참여 하기도 했다. 덴마크의 F-16 전투가 4대가 이탈리아 시칠리아 공군기지에서 리비아 상공을 향해 출격했으며 이탈리아도 8대의 전투기가 언제든 출격할 수 있도록 배치해 두고 있다. 상황이 급박하게 돌아가자 리비아 정부는 2차 공습이 발표되자 즉각 휴전을 발표했으며 각 부대에 휴전명령을 준수할 것을 요구했다. 리비아 대통령 카다피는 20일 새벽에 리비아 국영TV를 통한 육성 메시지에서 서방국들의 군사작전을 '리비아 식민지화를 위한 공격'으로 규정하고 결사항전 의지를 밝혔다. 그는 연설에서 "우리는 길고 지루한 전쟁을 약속한다"며 "모든 리비아인은 단결됐고, 리비아 남녀에게는 무기와 폭탄이 지급됐다"고 위협했다.

## 작전 참여 국가

### 다국적군 및 리비아 과도정부
- 프랑스 - 아르마탕 작전
- 영국 - 엘라미 작전
- 미국 - 오디세이 새벽 작전
- 캐나다 - 모바일 작전
- 벨기에
- 덴마크
- 그리스
- 이탈리아
- 네덜란드
- 노르웨이
- 카타르
- 스페인
- 아랍에미리트
- 리비아 과도정부

### 카다피 측 및 리비아 정부군과 용병
- 리비아-카다피(정부군)

## 피해 상황

### 카다피 측
- 카다피 측에서는 48명 사망, 150여명 부상으로 피해가 집계된 상태이다.

### 다국적군 및 과도정부
- 과도정부 측은 리비아 시위 발발 때부터 수만명이상이 사망한 것으로 알려져 있다.
- 프랑스 전투기 1대가 추락했다는 말이 있다.[3]

## 전 세계 각 국가들 및 국제기구들의 입장 표명
- 중화인민공화국: 중화인민공화국 정부는 이 작전에 대해 유감을 표명하였다.
- 러시아: 러시아 정부는 중국과 함께 이번 작전에 대해 유감을 표명하였다.
- 라틴아메리카 연맹: 이번 작전의 다국적군 개입을 비난하였다.
- 아프리카 연합: 이번 다국적군의 리비아 공습에 대해 반대하였다.
- 리비아 (카다피 정권): 이번 작전을 식민지화 전쟁이라며 비난하였다.

## 결과 및 영향
현재 리비아 봉기 및 오디세이 새벽 작전은 3월 20일 현재 진행형이다.

## 같이 보기
- 2011년 리비아 봉기
- 유엔 안보리 결의 제1973호

## 참조
1. 1 2  연합뉴스 (2011년 3월 21일). “英, 2차공습 단행…"카다피 관저 파괴"”. 세계일보. 2011년 3월 21일에 확인함.
2. ↑  정연욱 기자 (2011년 3월 21일). “다국적군, 2차 공습 재개…리비아 “정전 선언””. KBS. 2011년 3월 23일에 원본 문서에서 보존된 문서. 2011년 3월 21일에 확인함.
3. ↑  디지털뉴스팀 (2011년 3월 20일). “리비아 국영방송 “佛 전투기, 격추됐다””. 경향신문. 2011년 3월 20일에 확인함.